# Solo humífero
O Solo Humífero é um tipo de solo, também conhecido como terra preta. Apresenta cerca de 70 % de húmus , seres em decomposição, organismos vivos,água e ar.
É ideal para o cultivo, pois é arejado, permeável e fornece grande parte dos sais minerais necessários às plantas. O solo é composto por várias partículas misturadas, ou seja, ele pode ter espessura e estrutura variáveis. A textura do solo é determinada pelo tamanho dos grãos e pela separação entre eles. A classificação dos solos vai depender do tipo e da quantidade de grãos que estão presentes neles. Os grãos da terra são o resultado de constantes transformações de rochas. Os tipos de grão dependem da rocha-mãe da qual derivam as suas características. O solo humífero é rico em nutrientes minerais, provenientes da decomposição de restos de seres vivos.
O solo humífero é um solo que apresenta maior quantidade de húmus do que os demais,ele é arejado, permeável e fofo.
É o solo mais utilizado para a agricultura, pois contém as fezes da minhoca (húmus), o que é utilizado como adubo para as plantas ou vegetais.